# Ulcerozni kolitis
Ulcerozni kolitis je upalna bolest crijeva koja najčešće zahvaća distalni dio debelog crijeva (kolona) i rektum. Nema poznatog uzroka, iako postoji element genetičke susceptibilnosti. 

## Svojstva
- Kronična (> 6 mjeseci) dijareja (često krvava), bez pronađenih infektivnih uzroka.
- Upalne promjene najčešće su ograničene na lijevu stranu i distalne dijelove debelog crijeva, međutim, bilo koji dio kolona može biti zahvaćen. Upalne promjene mogu se vremenom proširiti i zahvatiti veće dijelove kolona. Dugi periodi upale dovode do fibroznih promjena i mogu uzrokovati gubitak haustracije, što rezultira karakterističnim suženjem crijeva.
- Bolest je težinom varira obzirom na pacijenta i trajanje. Vrlo je teško davati dugoročne prognoze, jer nisu rijetki slučajevi pacijenata koji ostaju u kliničkoj remisiji godinama između egzacerbacija.
- Značajan rizik pojave karcinoma pojavljuje se nakon 10 godina od prvih znakova bolesti, zbog degenerativnih procesa koji zahvaćaju sluznicu kolona (prvenstveno pseudopolipoza), što u nekim slučajevima može zahtijevati česte nadzorne biopsije ili čak preventivnu kolektomiju.
- U nekih pacijenata mogu se javiti i drugi autoimuni poremećaji i izvan-crijevne komplikacije kao npr. iritis, uveitis, episkleritis, migratorni poliartritis, sakroilitis, erythrema nodosum, zadebljanje vrhova prstiju, itd.
- Pojava fistula je rijetka ali nije isključena. Međutim, za razliku od Crohnove bolesti, vjerojatnost ponavljanja je vrlo mala. Analne fisure su nažalost mnogo češće, a i sam mehanizam nastanka fistula kod oboljenih od ulceroznog kolitisa povezan je s (doduše vrlo rijetkim) dubokim fisurama koje dopiru do analnih žlijezda i na taj način omogućuju infekciju, stvaranje apscesa i konačno stvaranje perianalnih fistula.
- Pojava bolesti česta je kod bivših pušača. Prestanak pušenja može uzrokovati redukciju zaštitne sluznice kolona. Kada se ovo dogodi, bakterije koje prirodno nastanjuju unutrašnjost debelog crijeva mogu napasti crijevo i uzrokovati reakciju imunološkog sustava. Iz nepoznatih razloga ovo uzrokuje oštećenja sluznice (ulceracije) na jednom ili više mjesta. Ponovno uzimanje nikotina kroz nikotinske flastere ili pušenje može produžiti trajanje remisije iako su prednosti u odnosu na ostale rizike koje ovo donosi upitne.
- Jedna od opasnijih komplikacija ulceroznog kolitisa može biti peritonitis. Ako je bolest ograničena na rektum simptomi su blaži, ali ako se proširi na cijelo debelo crijevo tada su simptomi žestokog proljeva i krvarenja izrazito jaki i učestali. Kronični ulcerozni kolitis povećava opasnost od raka debelog crijeva.

### Usporedba s Crohnovom bolešću
Ulcerozni kolitis je sličan Crohnovoj bolesti, ali postoje karakteristične razlike. Ulcerozni kolitis zahvaća isključivo debelo crijevo i ne može "migrirati" u tanko crijevo. Crohnova bolest, s druge strane, može zahvatiti cijeli gastrointestinalni trakt. Kolektomija, odnosno kirurško uklanjanje debelog crijeva se zbog toga može smatrati "lijekom" za ulcerativni kolitis. Ulcerozni kolitis obično zahvaća gornje slojeve sluznice debelog crijeva, a upala zahvaća neprekinute dijelove crijeva. Upala kod Crohnove bolesti poprima "pjegasti" uzorak i zahvaća više slojeva crijevne stijenke. Zbog naravi upale, ulcerozni kolitis rjeđe zahtijeva kirurške intervencije, za razliku od Crohnove bolesti gdje su takve intervencije puno češće zbog opasnih crijevnih opstrukcija i drugih komplikacija.

## Terapija
Liječenje blagih oblika ulceroznog kolitisa počinje loperamidom, a u slučajevima težih oblika neophodno je primijeniti protuupalna sredstva kao što su sulfasalazin, mesalazin i kortikosteroidi. Ako ulcerozni kolitis preraste u toksični kolitis koje je stanje vrlo opasno po život neophodno je kirurško rješenje.

## Vanjske poveznice
- Hrvatsko udruženje za Crohnovu bolest i ulcerozni kolitis
- Forum CRUC
- Crohn's and Colitis Foundation of America  Arhivirana inačica izvorne stranice od 27. srpnja 2016. (Wayback Machine)